# Vingt-quatrième district congressionnel de Floride
La 24e district congressionnel de Floride est un district situé dans le sud-est de la Floride. Il a été redessiné après le recensement américain de 2020. Ce district comprend des parties de Miami au nord de la Florida State Road 112, y compris Little Haiti, ainsi que Brownsville, Biscayne Park, North Miami, Miami Gardens et Opa Locka, ainsi que les communautés du sud du comté de Broward de Pembroke Park, West Park et parties de Miramar. Dans le cycle de redécoupage de 2020, le district a été dessiné pour inclure des parties des îles-barrières au nord-est de Miami, notamment Miami Beach et Surfside, tandis que tout Hollywood est devenu une partie du nouveau 25e district sous le nom de Country Club et une partie de Miami, dont Allapattah et Wynwood, fait partie du nouveau 26e district.
De 2003 à 2012, le 24e district a été créé après le recensement américain de 2000 et comprenait des parties du comté de Brevard (y compris Titusville) et des parties des comtés d'Orange, Seminole et Volusia. Le district englobait Port Orange, Winter Park, Edgewater et New Smyrna Beach. La majeure partie de ce district constitue désormais le 7e district, tandis que l'actuel 24e couvre la majeure partie de ce qui était le 17e district de 1993 à 2013.
Le district est représenté par la Démocrate Frederica Wilson. Avec un indice CPVI de D+25, c'est l'un des districts les plus démocrates de Floride. Le district est également l’un des deux districts à majorité noire de Floride.

## Géographie
| #  | Comté      | Siège           | Population |
| -- | ---------- | --------------- | ---------- |
| 11 | Broward    | Fort Lauderdale | 1 962 531  |
| 86 | Miami-Dade | Miami           | 2 686 867  |

### Villes de 10 000 habitants ou plus
- Miami - 455 924
- Pembroke Pines - 169 876
- Miramar - 137 228
- Miami Gardens - 111 640
- Miami Beach - 80 017
- North Miami - 60 191
- North Miami Beach - 43 676
- Aventura - 40 242
- West Little River - 34 128
- Golden Glades - 32 499
- Ives Estates - 25 005
- Sunny Isles Beach - 22 342
- Ojus - 19 673
- Pinewood - 17 246
- Brownsville - 16 583
- Opa-locka - 16 463
- West Park - 15 130
- Gladeview - 14 927
- Miami Shores - 11 567

### 2 500 à 10 000 habitants
- Westview - 9 923
- North Bay Village - 8 159
- Fort Pierce North - 6 904
- Bay Harbor Islands - 5 922
- Surfside - 5 689
- Biscayne Park - 3 117
- Bal Harbour - 3 093

## Historique de vote
| Années | Poste     | Résultats               |
| ------ | --------- | ----------------------- |
| 2004   | Président | Bush 55,0 % - 45,0 %    |
| 2008   | Président | McCain 50,5 % - 48,5 %  |
| 2012   | Président | Obama 87,8 % - 12,2 %   |
| 2016   | Président | Clinton 81,0 % - 16,0 % |
| 2020   | Président | Biden 75,0 % - 24,0 %   |

### Registre des affiliations politiques
| Affiliation politique en octobre 2020 | Affiliation politique en octobre 2020 | Affiliation politique en octobre 2020 | Affiliation politique en octobre 2020 |
| Parti                                 | Parti                                 | Votants                               | %                                     |
| ------------------------------------- | ------------------------------------- | ------------------------------------- | ------------------------------------- |
|                                       | Démocrate                             | 267 980                               | 61,62 %                               |
|                                       | Indépendant                           | 110 078                               | 25,31 %                               |
|                                       | Républicain                           | 52 492                                | 12,07 %                               |
|                                       | Autres                                | 4 317                                 | 0,99 %                                |

## Liste des représentants du district
| Membre                             | Parti       | Années                          | Congrès     | Histoire électorale | Zone géographique                                                   |
| ---------------------------------- | ----------- | ------------------------------- | ----------- | --- | ------------------------------------------------------------------- |
| District établi le 3 janvier 2003. |             |                                 |             | |                                                                     |
| Tom Feeney (en)                    | Républicain | 3 janvier 2003 - 3 janvier 2009 | 108e - 110e | Élu en 2002. Réélu en 2004. Réélu en 2006. Perd sa réélection.                                                                        | 2003–2013 Brevard, Orange, Seminole et Volusia                      |
| Suzanne Kosmas (en)                | Démocrate   | 3 janvier 2009 - 3 janvier 2011 | 111e        | Élue en 2008. Perd sa réélection. | 2003–2013 Brevard, Orange, Seminole et Volusia                      |
| Sandy Adams (en)                   | Républicain | 3 janvier 2011 - 3 janvier 2013 | 112e        | Élue en 2010. Redécoupage vers le 7e district et perd sa renomination.                                                                | 2003–2013 Brevard, Orange, Seminole et Volusia                      |
| Frederica Wilson                   | Démocrate   | 3 janvier 2013 - en cours       | 113e - 118e | Redécoupage depuis le 17e district et réélue en 2012. Réélue en 2014. Réélue en 2016. Réélue en 2018. Réélue en 2020. Réélue en 2022. | 2013–2017 Broward et Miami-Dade                                     |
| Frederica Wilson                   | Démocrate   | 3 janvier 2013 - en cours       | 113e - 118e | Redécoupage depuis le 17e district et réélue en 2012. Réélue en 2014. Réélue en 2016. Réélue en 2018. Réélue en 2020. Réélue en 2022. | 2017–2023 Broward et Miami-Dade 2023-en cours Broward et Miami-Dade |

## Résultats des récentes élections
Voici le résultats des dix précédents cycles électoraux dans le district.

### 2004
| Élection de 2004 du 24e district congressionnel de Floride | Élection de 2004 du 24e district congressionnel de Floride | Élection de 2004 du 24e district congressionnel de Floride | Élection de 2004 du 24e district congressionnel de Floride |
| ---------------------------------------------------------- | ---------------------------------------------------------- | ---------------------------------------------------------- | ---------------------------------------------------------- |
| Parti                                                      | Parti                                                      | Candidat                                                   | %                                                          |
|                                                            | Républicain                                                | Tom Feeney (en) (sortant)                                  | 100 %                                                      |
|                                                            | Les Républicains conservent                                |                                                            |                                                            |

### 2006
| Élection de 2006 du 24e district congressionnel de Floride | Élection de 2006 du 24e district congressionnel de Floride | Élection de 2006 du 24e district congressionnel de Floride | Élection de 2006 du 24e district congressionnel de Floride | Élection de 2006 du 24e district congressionnel de Floride |
| ---------------------------------------------------------- | ---------------------------------------------------------- | ---------------------------------------------------------- | ---------------------------------------------------------- | ---------------------------------------------------------- |
| Parti                                                      | Parti                                                      | Candidat                                                   | Votes                                                      | %                                                          |
|                                                            | Républicain                                                | Tom Feeney (en) (sortant)                                  | 123 795                                                    | 57,94                                                      |
|                                                            | Démocrate                                                  | Clint Curtis                                               | 89 863                                                     | 42,06                                                      |
| Total des votes                                            | Total des votes                                            | Total des votes                                            | 213 658                                                    | 100 %                                                      |
|                                                            | Les Républicains conservent                                |                                                            |                                                            |                                                            |

### 2008
| Élection de 2008 du 24e district congressionnel de Floride | Élection de 2008 du 24e district congressionnel de Floride | Élection de 2008 du 24e district congressionnel de Floride | Élection de 2008 du 24e district congressionnel de Floride | Élection de 2008 du 24e district congressionnel de Floride |
| ---------------------------------------------------------- | ---------------------------------------------------------- | ---------------------------------------------------------- | ---------------------------------------------------------- | ---------------------------------------------------------- |
| Parti                                                      | Parti                                                      | Candidat                                                   | Votes                                                      | %                                                          |
|                                                            | Démocrate                                                  | Suzanne Kosmas (en)                                        | 211 284                                                    | 57,20                                                      |
|                                                            | Républicain                                                | Tom Feeney (en)                                            | 151 863                                                    | 41,11                                                      |
|                                                            | Indépendant                                                | Gaurav Bhola                                               | 6 223                                                      | 1,68                                                       |
| Total des votes                                            | Total des votes                                            | Total des votes                                            | 369 370                                                    | 100 %                                                      |
|                                                            | Les Démocrates prennent aux Républicains                   |                                                            |                                                            |                                                            |

### 2010
| Élection de 2010 du 24e district congressionnel de Floride | Élection de 2010 du 24e district congressionnel de Floride | Élection de 2010 du 24e district congressionnel de Floride | Élection de 2010 du 24e district congressionnel de Floride | Élection de 2010 du 24e district congressionnel de Floride |
| ---------------------------------------------------------- | ---------------------------------------------------------- | ---------------------------------------------------------- | ---------------------------------------------------------- | ---------------------------------------------------------- |
| Parti                                                      | Parti                                                      | Candidat                                                   | Votes                                                      | %                                                          |
|                                                            | Républicain                                                | Sandy Adams (en)                                           | 146 129                                                    | 59,66                                                      |
|                                                            | Démocrate                                                  | Suzanne Kosmas (en)                                        | 98 787                                                     | 40,34                                                      |
| Total des votes                                            | Total des votes                                            | Total des votes                                            | 244 916                                                    | 100 %                                                      |
|                                                            | Les Républicains prennent aux Démocrates                   |                                                            |                                                            |                                                            |

### 2012
| Élection de 2012 du 24e district congressionnel de Floride | Élection de 2012 du 24e district congressionnel de Floride | Élection de 2012 du 24e district congressionnel de Floride | Élection de 2012 du 24e district congressionnel de Floride |
| ---------------------------------------------------------- | ---------------------------------------------------------- | ---------------------------------------------------------- | ---------------------------------------------------------- |
| Parti                                                      | Parti                                                      | Candidat                                                   | %                                                          |
|                                                            | Démocrate                                                  | Frederica Wilson (sortante)                                | 100 %                                                      |
|                                                            | Les Démocrates conservent                                  |                                                            |                                                            |

### 2014
| Élection de 2014 du 24e district congressionnel de Floride | Élection de 2014 du 24e district congressionnel de Floride | Élection de 2014 du 24e district congressionnel de Floride | Élection de 2014 du 24e district congressionnel de Floride | Élection de 2014 du 24e district congressionnel de Floride |
| ---------------------------------------------------------- | ---------------------------------------------------------- | ---------------------------------------------------------- | ---------------------------------------------------------- | ---------------------------------------------------------- |
| Parti                                                      | Parti                                                      | Candidat                                                   | Votes                                                      | %                                                          |
|                                                            | Démocrate                                                  | Frederica Wilson (sortante)                                | 129 192                                                    | 86,17                                                      |
|                                                            | Républicain                                                | Dufirston Julio Neree                                      | 15 239                                                     | 10,16                                                      |
|                                                            | Indépendant                                                | Luis E. Fernandez                                          | 5 487                                                      | 3,66                                                       |
| Total des votes                                            | Total des votes                                            | Total des votes                                            | 149 918                                                    | 100 %                                                      |
|                                                            | Les Démocrates conservent                                  |                                                            |                                                            |                                                            |

### 2016
| Élection de 2016 du 24e district congressionnel de Floride | Élection de 2016 du 24e district congressionnel de Floride | Élection de 2016 du 24e district congressionnel de Floride | Élection de 2016 du 24e district congressionnel de Floride |
| ---------------------------------------------------------- | ---------------------------------------------------------- | ---------------------------------------------------------- | ---------------------------------------------------------- |
| Parti                                                      | Parti                                                      | Candidat                                                   | %                                                          |
|                                                            | Démocrate                                                  | Frederica Wilson (sortante)                                | 100 %                                                      |
|                                                            | Les Démocrates conservent                                  |                                                            |                                                            |

### 2018
| Élection de 2018 du 24e district congressionnel de Floride | Élection de 2018 du 24e district congressionnel de Floride | Élection de 2018 du 24e district congressionnel de Floride | Élection de 2018 du 24e district congressionnel de Floride |
| ---------------------------------------------------------- | ---------------------------------------------------------- | ---------------------------------------------------------- | ---------------------------------------------------------- |
| Parti                                                      | Parti                                                      | Candidat                                                   | %                                                          |
|                                                            | Démocrate                                                  | Frederica Wilson (sortante)                                | 100 %                                                      |
|                                                            | Les Démocrates conservent                                  |                                                            |                                                            |

### 2020
| Élection de 2020 du 24e district congressionnel de Floride | Élection de 2020 du 24e district congressionnel de Floride | Élection de 2020 du 24e district congressionnel de Floride | Élection de 2020 du 24e district congressionnel de Floride | Élection de 2020 du 24e district congressionnel de Floride |
| ---------------------------------------------------------- | ---------------------------------------------------------- | ---------------------------------------------------------- | ---------------------------------------------------------- | ---------------------------------------------------------- |
| Parti                                                      | Parti                                                      | Candidat                                                   | Votes                                                      | %                                                          |
|                                                            | Démocrate                                                  | Frederica Wilson (sortante)                                | 218 825                                                    | 75,55                                                      |
|                                                            | Républicain                                                | Lavern Spicer                                              | 59 084                                                     | 20,39                                                      |
|                                                            | Indépendant                                                | Christine Olivo                                            | 11 703                                                     | 4,04                                                       |
|                                                            | Write-in                                                   | Write-in                                                   | 26                                                         | 0,01                                                       |
| Total des votes                                            | Total des votes                                            | Total des votes                                            | 289 638                                                    | 100 %                                                      |
|                                                            | Les Démocrates conservent                                  |                                                            |                                                            |                                                            |

### 2022
| Primaire républicaine de 2022 du 24e district congressionnel de Floride | Primaire républicaine de 2022 du 24e district congressionnel de Floride | Primaire républicaine de 2022 du 24e district congressionnel de Floride | Primaire républicaine de 2022 du 24e district congressionnel de Floride | Primaire républicaine de 2022 du 24e district congressionnel de Floride |
| ----------------------------------------------------------------------- | ----------------------------------------------------------------------- | ----------------------------------------------------------------------- | ----------------------------------------------------------------------- | ----------------------------------------------------------------------- |
| Parti                                                                   | Parti                                                                   | Candidat                                                                | Votes                                                                   | %                                                                       |
|                                                                         | Républicain                                                             | Jesus G. Navarro                                                        | 6 373                                                                   | 64,5                                                                    |
|                                                                         | Républicain                                                             | Lavern Spicer                                                           | 3 506                                                                   | 35,5                                                                    |

| Primaire démocrate de 2022 du 24e district congressionnel de Floride | Primaire démocrate de 2022 du 24e district congressionnel de Floride | Primaire démocrate de 2022 du 24e district congressionnel de Floride | Primaire démocrate de 2022 du 24e district congressionnel de Floride | Primaire démocrate de 2022 du 24e district congressionnel de Floride |
| -------------------------------------------------------------------- | -------------------------------------------------------------------- | -------------------------------------------------------------------- | -------------------------------------------------------------------- | -------------------------------------------------------------------- |
| Parti                                                                | Parti                                                                | Candidat                                                             | Votes                                                                | %                                                                    |
|                                                                      | Démocrate                                                            | Frederica Wilson (sortante)                                          | 56 776                                                               | 89,3                                                                 |
|                                                                      | Démocrate                                                            | Kevin Harris                                                         | 6 816                                                                | 10,7                                                                 |

| Élection de 2022 du 24e district congressionnel de Floride | Élection de 2022 du 24e district congressionnel de Floride | Élection de 2022 du 24e district congressionnel de Floride | Élection de 2022 du 24e district congressionnel de Floride | Élection de 2022 du 24e district congressionnel de Floride |
| ---------------------------------------------------------- | ---------------------------------------------------------- | ---------------------------------------------------------- | ---------------------------------------------------------- | ---------------------------------------------------------- |
| Parti                                                      | Parti                                                      | Candidat                                                   | Votes                                                      | %                                                          |
|                                                            | Démocrate                                                  | Frederica Wilson (sortante)                                | 133 442                                                    | 71,79                                                      |
|                                                            | Républicain                                                | Jesus G. Navarro                                           | 52 449                                                     | 28,21                                                      |
| Total des votes                                            | Total des votes                                            | Total des votes                                            | 185 891                                                    | 100 %                                                      |
|                                                            | Les Démocrates conservent                                  |                                                            |                                                            |                                                            |

### 2024
La primaire démocrate a été annulée. Frederica Wilson (D-Sortante) avance vers l'élection générale.
| Primaire républicaine de 2024 du 24e district congressionnel de Floride | Primaire républicaine de 2024 du 24e district congressionnel de Floride | Primaire républicaine de 2024 du 24e district congressionnel de Floride | Primaire républicaine de 2024 du 24e district congressionnel de Floride | Primaire républicaine de 2024 du 24e district congressionnel de Floride |
| ----------------------------------------------------------------------- | ----------------------------------------------------------------------- | ----------------------------------------------------------------------- | ----------------------------------------------------------------------- | ----------------------------------------------------------------------- |
| Parti                                                                   | Parti                                                                   | Candidat                                                                | Votes                                                                   | %                                                                       |
|                                                                         | Républicain                                                             | Jesus Navarro                                                           | 5 755                                                                   | 56,8                                                                    |
|                                                                         | Républicain                                                             | Patricia Gonazalez                                                      | 4 371                                                                   | 43,2                                                                    |

| Élection de 2024 du 24e district congressionnel de Floride | Élection de 2024 du 24e district congressionnel de Floride | Élection de 2024 du 24e district congressionnel de Floride | Élection de 2024 du 24e district congressionnel de Floride | Élection de 2024 du 24e district congressionnel de Floride |
| ---------------------------------------------------------- | ---------------------------------------------------------- | ---------------------------------------------------------- | ---------------------------------------------------------- | ---------------------------------------------------------- |
| Parti                                                      | Parti                                                      | Candidat                                                   | Votes                                                      | %                                                          |
|                                                            | Démocrate                                                  | Frederica Wilson (sortante)                                | 194 874                                                    | 68,2                                                       |
|                                                            | Républicain                                                | Jesus Navarro                                              | 90 692                                                     | 31,8                                                       |
|                                                            | Indépendant                                                | Lavern Spricer (write-in)                                  | 22                                                         | 0,0                                                        |
| Total des votes                                            | Total des votes                                            | Total des votes                                            | 285 588                                                    | 100 %                                                      |
|                                                            | Les Démocrates conservent                                  |                                                            |                                                            |                                                            |